# Missa brevis n.º 12 (Mozart)
La conocida como Missa brevis n.º 12 o Duodécima misa de Wolfgang Amadeus Mozart es una obra musical espuria, falsamente atribuida al genio austriaco. La obra fue todo un éxito de ventas entre las composiciones litúrgicas publicadas por Vincent Novello en el siglo XIX, pero la autoría de Mozart sería ya entonces completamente rechazada por Ludwig Ritter von Köchel, quien la incluyó en el "Anhang" (apéndice) de la primera edición de su catálogo de las obras de Mozart. En este catálogo, la composición fue incluida como K. Anh. 232 y, en ediciones posteriores, como K. Anh. C1.04.

## Historia

### La falsa atribución a Mozart
La misa se publicó en 1819 como la duodécima de la serie de misas de Mozart de Novello & Co. N. Simrock fue la primera editorial en publicar la misa con partitura completa de orquesta, en el año 1821.

### El verdadero autor
En el primer siglo tras su publicación, se barajaron varios nombres de posibles autores de la misa:
- August Eberhardt Müller[8] (identificado como el autor de las piezas KV Anh. 248, 249 y 286)
- Wenzel Müller, más conocido por sus obras de teatro musical
- Carl Zulehner,[9] uno de los primeros defensores de la autenticidad de la autoría de Mozart de esta obra; fue el verdadero autor de la pieza espuria KV Anh. 243 y dañó su reputación a causa de varias intromisiones en composiciones de Mozart.

Tras las investigaciones realizadas durante la segunda mitad del siglo XX, se ha atribuido con toda certeza la autoría de la misa a Wenzel Müller, quien habría escrito la obra en algún momento del periodo comprendido entre 1791 y 1803, cuando aparece mencionada por primera vez en el catálogo de una biblioteca.

### Acogida
Tras su publicación por Novello, la popularidad de la obra fue en aumento, alcanzando su cima en torno al año 1860, superando a otras composiciones sacras de Mozart, Haydn, Beethoven y Mendelssohn, entre otros. En el ámbito anglosajón, esta obra contribuyó ampliamente al aumento de la fama de Mozart hasta el siglo XX; sin embargo, los especialistas alemanes han rechazado la autenticidad de la obra desde comienzos de la década de 1820.

## Composición
La armadura de la obra es de sol mayor, aunque aparte del Kyrie inicial, la misa parece estar compuesta en do mayor. Este hecho siembra dudas con respecto a la integridad de la composición, pues da la impresión de estar formada por movimientos sueltos e incluso escritos por diferentes compositores.
Unos años después de su publicación, la música de la misa fue descrita en la prensa como inusitadamente ostentosa para ser de Mozart, además de presentar otros rasgos que no eran característicos del estilo del genio de Salzburgo. El Cum sancto spiritu (en el Gloria), construido con contrapunto imitativo, encaja con la grandeza de Mozart, por lo que podría haber sido originado por algún autor de la época y el entorno del compositor austriaco.